# Cure53
Cure53是德国一家网络安全公司。
该公司曾于2015年为韩国安全应用Smart Sheriff（智能警长）发布一份报告，描述其存在灾难性的安全漏洞，之后韩国政府决定关闭该应用。